# Chelonarium liratulum
Chelonarium liratulum là một loài bọ cánh cứng trong họ Chelonariidae. Loài này được Ancey miêu tả khoa học đầu tiên năm 1884.